# Haematopota irritans
Haematopota irritans är en tvåvingeart som beskrevs av H. Oldroyd 1952. Haematopota irritans ingår i släktet Haematopota och familjen bromsar.
Artens utbredningsområde är Moçambique. Inga underarter finns listade i Catalogue of Life.